# ليزا مولر
ليزا مولر هي لاعبة رماية ألمانية، ولدت في 20 سبتمبر 1992.

## وصلات خارجية
- ليزا مولر على موقع الاتحاد الدولي (الإنجليزية)
- ليزا مولر على موقع اللجنة الأولمبية الألمانية (الألمانية)